# Bitka kod Alinaca
Bitka kod Alinaca, bitka tijekom Prvog balkanskog rata, odigrala se 6. studenog 1912., u njoj su se sukobile srpske i turske snage u blizini sela Alinaca, na obronku Selečke planine. Na položaju sjeverno od Alinaca, na crti selo Marul — Malo Ruvci — Galičanska rudina — Borotinska rudina — Bakarno gumno, turski 5. korpus pokušao je dijelom snaga (oko 3500 ljudi i 3–4 bitnice) zaustavi kretanje 1. srpske armije i da svojoj Vardarskoj armiji, koja je poslije poraza na Kumanovu povlačila ka Bitolju, stvori potrebno vrijeme za organiziranje novog otpora. Bitka koja se odigrala kod Alinaca poznata je i kao bitka na Bakarnom gumnu.

## Događaji prije bitke
Kada je ovladala prijevojima Prisad i Pletvar, 1. srpska armija produžila je prodor u pravcu Bitolja, i 5. studenog 1912. zanočila zajedno s Konjaničkom divizijom na južnom rubu Prilepa bez dodira s turskim zaštitnicama. I. Drinska i Moravska divizija prenočile su na području sela Pešterice, 6 km SI od Prilepa, pripremajući se da sutradan svečano uđu u Prilep. Sutradan su jedinice 1. armije produžile pokret sa zadatkom da I. Drinska i Moravska divizija zaposjednu položaj na crti Senokos — Prilep — Selce i da tu čekaju ostale divizije 1. armije. Konjanička divizija dobila je zadatak da od turaka očisti lijevu obalu Crne reke. Kako su jedinice obje divizije željele prve uči u Prilep, dogovoreno je da ulaze po ešalonima. 

## Tijek bitke
Dok su Drinska i Moravska divizija 6. studenog prolazile svečano kroz Prilep, na cesti južno od grada izviđački eskadron Konjaničke divizije obasut je oko 10h topničkom vatrom s položaja kod Alinaca, o čemu su izvješteni zapovjednici divizija. Međutim tom izvještaju zapovjednici divizija nisu posvetili dužnu pažnju. I. Drinska dvizija, nakon što je prošla kroz Prilep, okupila se na otvorenom polju 3 km južno od grada, u namjeri da zaposjedne određeni položaj. Ona je oko 11h, također, obasuta snažnom topničkom vatrom, što je medu ljudstvom izazvalo trenutni nered, ali su se oni brzo pribrali i krenuli samoinicijativno naprijed. Prihvativši inicijativu ljudstva, zapovjednik divizije, pukovnik Pavle Jurišić Šturm, poduzeo je energično nadiranje preko Prilepskog polja s 6. i 17. pješačkom pukovnijom u prvom, a s 4. i 5. u drugom ešalonu. Pokret je pokrivao topnički divizion s otvorenih položaja, kretajući se bitoljskim drumom.
Oko 14h, 6. pješačka pukovnija i 3. bojna 5. pješačke pukovnije, napredovale su zapadno od ceste Prilep — Bitolj, te su izvršile juriš i borbom prsa u prsa, potisnule turke s Galičanske rudine i Omeca prema Alincima i Topolčanima. Za to vrijeme napredovanje 17. pješačke pukovnije zadržano je istočno od ceste na rijeci Berovici, pa je na njegovom Iijevom krilu u borbu ubačena 4. pješačka pukovnija iz pozadine. Obje pukovnije su oko 16h razbile turske redove kod Mali Ruvaca i natjerali ih na povlačenje preko Šeleveraca i Crne reke. Za to vrijeme Konjanička divizija skrenula je na istok i pokušala obuhvatiti tursko desno krilo, a I. Moravska divizija razvila se za napad u produžetku desnog krila I. Drinske divizije. Zbog brzog nadiranja I. Drinske divizije, turci su odstupili i povukli se s bojišta prije nego što su ti manevri mogli doči do izražaja.

## Posljedice
Tijekom bitke srbi su pretrpjeli velike gubitke 1378 ljudi (28 časnika 6. pukovnije te 1000 vojnika), naspram turskih 500 ljudi. Takav veliki nesrazmjer može se pripisati slaboj izviđačkoj i obavještajnoj službi, što su turci u punoj mjeri iskoristili. Na Bakarnom Gumnu je na Vidovdan, 28. lipnja, 1938. podignuta spomen piramida.